# Lamotte-du-Rhône
Lamotte-du-Rhône – miejscowość i gmina we Francji, w regionie Prowansja-Alpy-Lazurowe Wybrzeże, w departamencie Vaucluse.
Według danych na rok 1990 gminę zamieszkiwało 358 osób, a gęstość zaludnienia wynosiła 30 osób/km² (wśród 963 gmin regionu Prowansja-Alpy-W. Lazurowe Lamotte-du-Rhône plasuje się na 534. miejscu pod względem liczby ludności, natomiast pod względem powierzchni na miejscu 648.).